# Barra do Piraí
Pour les articles homonymes, voir Barra.
Barra do Piraí est une ville située dans le sud-est du Brésil dans l'État de Rio de Janeiro. Elle est proche de la rivière Piraí. En 2010, elle comptait 94 855 habitants.

## Maires
| Période | Période | Identité          | Étiquette | Qualité |
| ------- | ------- | ----------------- | --------- | ------- |
| 2009    | 2012    | José Luiz Anchite | PP        |         |